# Геварт, Франсуа Огюст
Франсуа Огюст Геварт (нидерл. François-Auguste Gevaert; 31 июля 1828, Хейсе, близ Ауденарде — 24 декабря 1908, Брюссель) — бельгийский композитор, музыковед и музыкальный педагог.

## Биография
Сын булочника. Окончил Гентскую консерваторию (класс композиции Мартена Жозефа Мангаля), в том же 1847 г. стал лауреатом Римской премии, учреждённой в Бельгии по аналогии с французской, за кантату «Король Лир» (опередив занявшего второе место Жака Николя Лемменса). Работал органистом в местной иезуитской церкви. Поставил в Генте в 1848—1849 гг. две свои оперы, «Хуго из Сомергема» (фр. Hugues de Somerghem) и «Городская комедия» (фр. La comédie à la ville).
В 1849 году покинул Бельгию, жил и работал в Париже, затем в Испании, где сочинил «Фантазию на испанские темы» (исп. Fantasia sobre motivos españoles), и в Италии. С 1853 г. снова в Париже, работал преимущественно как оперный композитор — наибольший успех завоевали оперы «Квентин Дорвард» (1858, по Вальтеру Скотту) и «Капитан Анрио» (фр. Le Capitaine Henriot; 1864, по Викторьену Сарду). В 1867—1870 гг. был директором парижской Гранд-Опера.
В связи с Франко-прусской войной вернулся в Бельгию и с 1871 г. до смерти возглавлял Брюссельскую консерваторию. Среди учеников Геварта, в частности, Исаак Альбенис.
Геварту принадлежит несколько заметных музыковедческих трудов: двухтомная «История и теория музыки античности» (фр. Histoire et théorie de la musique de l'antiquité; 1875—1881), «Трактат о теоретической и практической гармонии» (фр. Traité d’harmonie théorique et practique; 1905-1907). Мировую известность Геварту принесли его труды по оркестровке, «Общее руководство к инструментовке» (фр. Traité general d’instrumentation; 1863, переработанное издание 1885, русский перевод Петра Ильича Чайковского, «Руководство к инструментовке», 1865) и «Методический курс оркестровки» (фр. Cours méthodique d'orchestration, 1890, русский перевод Владимира Ребикова, 1900). Позднее он выпустил «Новый полный курс инструментовки», который в 1902 году перевёл на русский язык Н. А. Арс, причём снабдил его своими примечаниями и дополнениями.
Геварт также интересовался музыкой эпохи барокко — и, в частности, переоркестровал, применяясь к исполнительской традиции своего времени, ряд ранних произведений (в том числе оперу Жана Филиппа Рамо «Кастор и Поллукс»).
В 1895 г. был избран в Прусскую академию искусств. В 1907 г. был удостоен баронского титула. Сразу после его смерти в его честь была переименована улица в Брюсселе.
Учение о гармонии Геварта оказало влияние на Г.Л.Катуара, автора первого в России теоретического курса гармонии.
Изображен на бельгийской почтовой марке 1978 года.